# MIÉNK

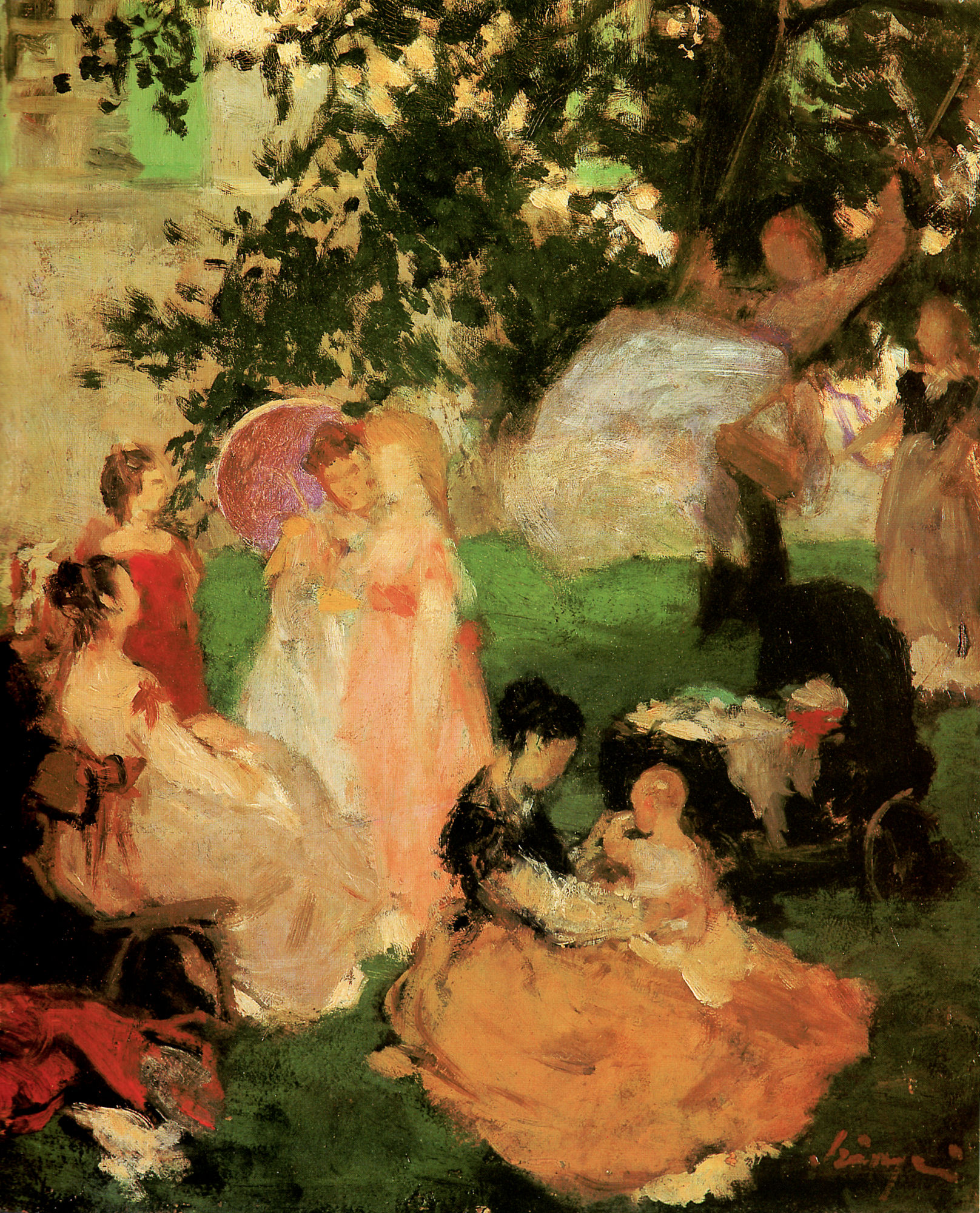
Pál Szinyei Merse Auf der Schaukel (1869)

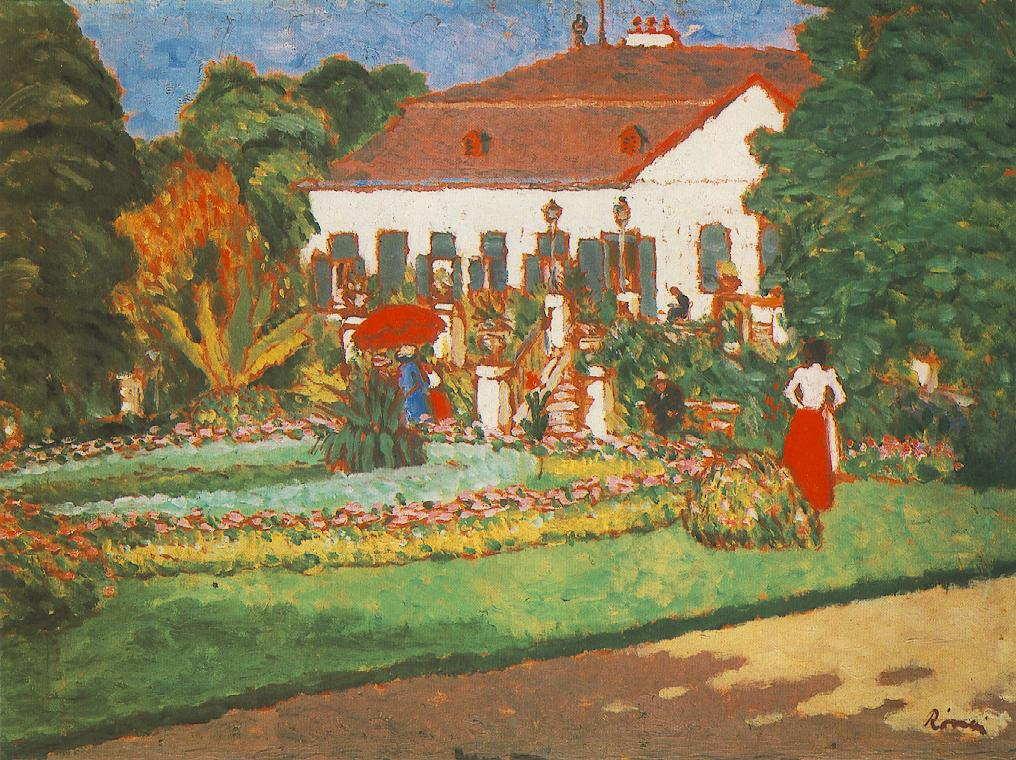
József Rippl-Rónai Schloß Körtvélyesi (1901)

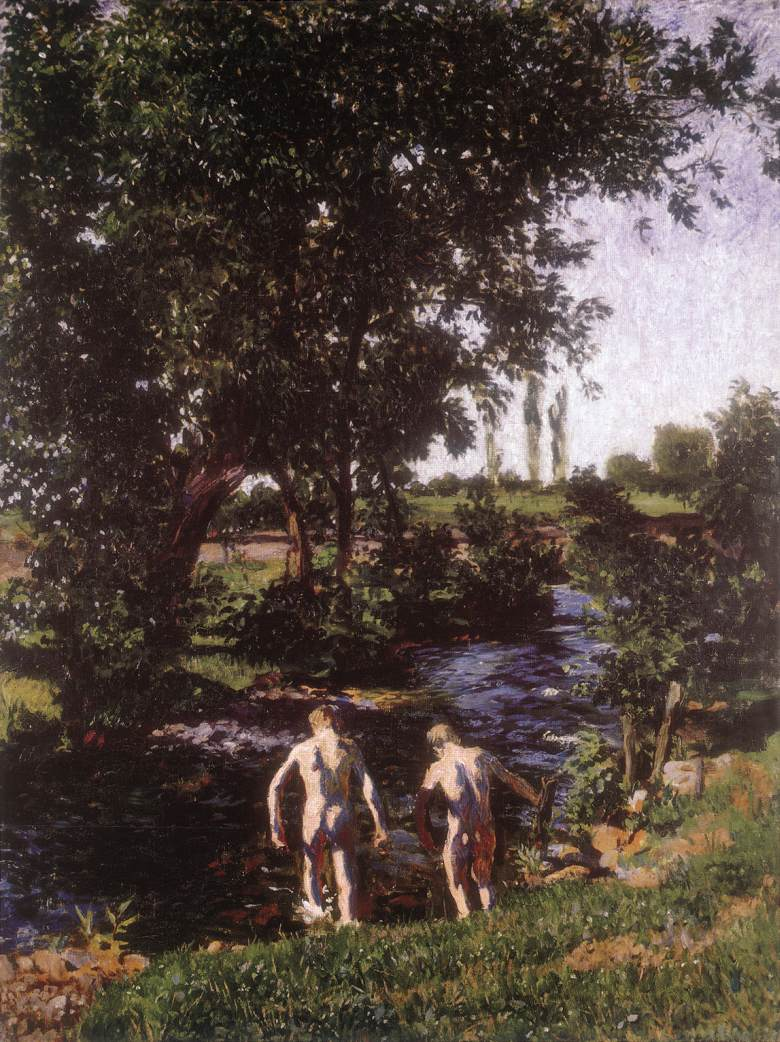
Károly Ferenczy Sommer (1901)

MIÉNK (Magyar Impresszionisták és Naturalisták Köre) war die ungarische Gesellschaft der Impressionisten und Naturalisten. Sie wurde 1907 u. a. von den Künstlern Károly Ferenczy, Valér Ferenczy, Béla Iványi-Grünwald sowie István Réti gegründet.
Im Januar 1908 fand die erste Ausstellung statt, gezeigt im Nationalsalon Budapest (Nemzeti Szalon).
Die zweite Ausstellung des Salons wurde am 14. Januar 1909 ebenfalls in der ungarischen Hauptstadt eröffnet. Seit dieser Schau stellte die Vereinigung in Kolozsvár, Nagyvárad und Arad aus.
1910 wurde die letzte Ausstellung eröffnet.

## Ausstellende Künstler
- István Csók
- Béla Czóbel
- Károly Ferenczy
- Valér Ferenczy
- Adolf Fényes
- Oszkár Glatz
- Béla Iványi-Grünwald
- Károly Kernstok
- Gyula Kosztolányi (Kann)
- Gusztáv Magyar Mannheimer
- Ödön Márffy
- Ferenc Olgyay
- Bertalan Pór
- István Réti
- József Rippl-Rónai
- Frigyes Strobentz
- Pál Szinyei Merse
- János Vaszary
- Sandor Ziffer
- Lajos Zombory